# Szigetmonostor–Szentendre közötti EuroVelo 6 kerékpáros híd

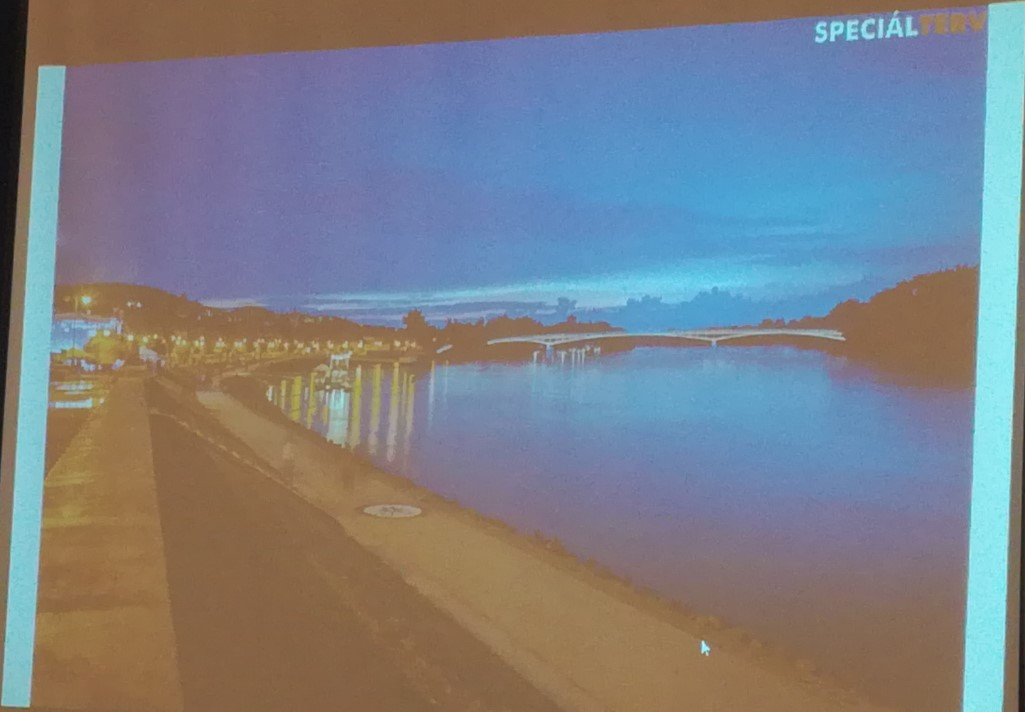
Kerékpáros híd látványterve, a Pásztor rév környéki helyszínnél, este

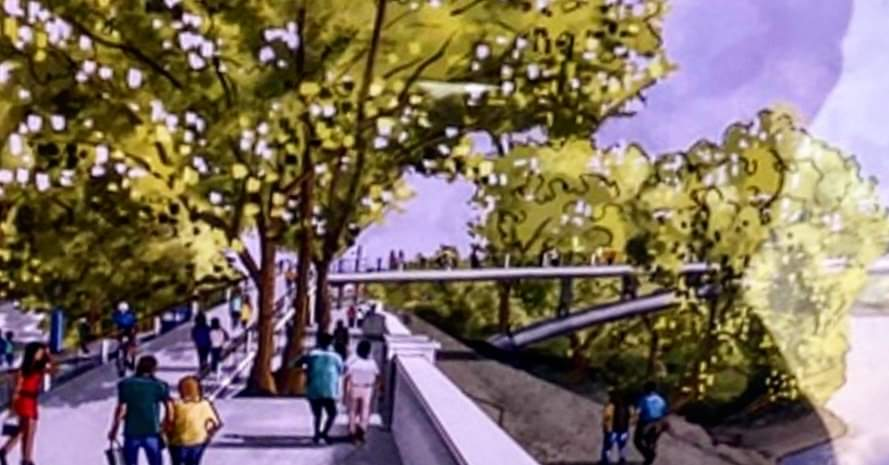
Kerékpáros híd hídfőjének látványterve, a Pásztor rév környéki helyszínnél

A Szigetmonostor–Szentendre közötti EuroVelo 6 kerékpáros híd egy álló beruházás, mely az EuroVelo 6 nemzetközi kerékpárút Dömös–Szentendre magyarországi szakaszának kiépítése részeként legkésőbb 2023-ig – az EU-s támogatás felhasználási határidejéig – kellett volna elkészülnie.
A projekt az építési projekteknél jellemző 3 tervfázisból (1. Tanulmányterv -> 2. Engedélyezési terv -> 3. Kiviteli terv) az első, a tanulmányterv elkészülte után rögtön megakadt, amikor a 2019. október 13-ai önkormányzati választásokon Szentendre polgármesterének frissen megválasztott Fülöp Zsolt vezette városvezetés egy saját hatáskörben rendezett, nem hitelesített véleménynyilvánító szavazásra hivatkozva, olyan helyszínt jelölt ki 2020. március 4-én önkormányzati határozatban a hídnak, ahol az természetvédelmi és vízbázisvédelmi szempontok miatt nem engedélyezhető.  Mivel az engedélyezési eljárás során a szentendrei önkormányzat – mint érintett terület tulajdonosa és kezelője – hozzájárulása is kell majd, ezért amíg azt közlik, hogy nem járulnak hozzá a híd egyik megvalósítható helyszínéhez sem, addig láthatóan a beruházó Nemzeti Infrastruktúra-fejlesztő Zrt. (NIF) nem folytatja hiába tovább a terveztetést/engedélyeztetést. Tehát a kerékpáros híd megvalósítása előre nem látható időre ellehetetlenült.

## A véleménynyilvánító szavazás
A híd helyszínekről a véleménynyilvánító szavazás 2020.02.17-től 03.02-ig két héten át tartott, és a szavazásra jogosultak kb. 11%-a ment el, 2622 ember. A résztvevők 55%-a, tehát a szentendrei választópolgárok kb. 6%-a, 1445-en szavaztak arra, hogy a híd a belvárostól délre, a vízművek közforgalom elől lezárt területén, a már korábban elutasított helyszínen épüljön. Az eredményt a demokrácia sikerének könyvelte el Szentendre, úgy is, hogy egy népszavazás 1 napig tart, és 50%-os részvétel alatt érvénytelen, illetve a szavazásból kizárták a leginkább érintett Szentendrei-szigeten élőket, és sok más egyéb érintettet is (pl. a nem Szentendrére bejelentett vendéglőtulajdonosokat, vendéglátásban dolgozókat). A „demokrácia sikeréhez” külön érdekesség, hogy a Pásztor rév térségi hídért szóló petíciót, amit 1600-an írtak alá (több, mint amennyien arra szavaztak, hogy a vízművek területén menjen a kerékpárút, és legyen a híd), már nem vette figyelembe az akkortájt megválasztott Szentendrei városvezetés.
A szavazás előtt és alatt, a Fülöp Zsolt vezette városvezetés erős manipulatív kampányt folytatott a Pásztor rév környéki híd ellen, és a belvárostól délebbi híd mellett, melynek eredménye – a részvételt leszámítva – meg is látszik a szavazás végeredményén. A kampány során több fórumot is tartottak, felállítottak egy hídfő-installációt, és egy újságot is kiadtak a hídról. A kampány során olyan valótlanságokat állítottak, mint például, hogy autós híd is kapott már a belvárostól délre környezetvédelmi engedélyt, így miért ne lehetne ott kerékpáros híd is, holott pont ellenkezőleg, az autós hidat az összes belvárostól délebbi helyszínen eddig elutasították. A több látványterv változat közül a legelőnytelenebb változatokat plakátolták ki, tették bele a hídújságba, és terjesztették. A hídfő installációt is olyan helyre, és úgy állították fel (a Napórás ház elé, a feljárót a Duna-korzó felé indítva), ahogyan egyik látványterv változat sem ábrázolja. Az embereket azzal riogatták, hogy ha a Duna-korzón fog menni egy nemzetközi kerékpáros útvonal, akkor a gyalogosokat el fogják vágni a kerékpárosok a Dunától, figyelmen kívül hagyva azt a tényt, hogy az EuroVelo 6 jelenleg is ott van kijelölve, és ha nem lesz híd, akkor is ott fog menni, ráadásul regionális szempontból most is fontos kerékpáros útvonal a Duna-korzó.
Abban megoszlanak a vélemények, hogy a kerékpáros híd beruházást szándékosan akasztotta-e meg a Fülöp Zsolt polgármester vezette városvezetés, vagy csak a tájékozatlanság, a szakmai ismeretek hiánya, és az abból keletkező szerencsétlen események sorozata vezetett oda.